# 国語 (歴史書)
『国語』（こくご）は、中国春秋時代を扱った歴史書である。著者は『春秋左氏伝』の著者とされる魯の左丘明であると言われているが定かではない。実際は戦国末期の史書であるという説もある。だが、古くから『春秋左氏伝』の「外伝」であると言われており（『漢書』の中では「春秋外伝」という名称で呼ばれている）、両者には何らかの関係があると考えられている。

## 内容
西周後期から『春秋』の終わりとされる紀元前481年までの周・魯の2ヶ国と春秋五覇とされる斉・晋・楚・呉・越の5ヶ国、そして鄭の計8ヶ国（「鄭語」については元々は「周語」の一部であり、本来は7ヶ国構成だったといわれている）の王侯や文武官の言動（語）を採集・記録して21篇に纏めたものだと言われている。孔子が否定的であったために『春秋』などでは扱われなかった占いや予言、権謀術数に関する記事も取り上げられており、儒教的なフィルターがかかっていない、より本来の原史料に沿った記述がなされているとされている。
「呉語」「越語」では呉越の争いを中心にしており、出来事や人物に対する集中的な叙述が見られる。しかし『春秋左氏伝』よりも固く平坦な文章で書かれている。全二十一巻のうち九巻が「晋語」である。

## 評価
中国古典の代表的な史書として挙げられるのは、『春秋左氏伝』、『史記』、『漢書』と、この『国語』である。これらの書物は歴史の記録であるから、かなり儒教的なイデオロギーから解放されるはずではあるが、著者の史観によって左右される要素がある。その中で『左伝』、『史記』、『漢書』は堂々たる体系を持っているのに対して、『国語』だけは断片的な資料としての指摘がある。唐の柳宗元は「国語はその文章が深淵で迫力があり、世人が愛読して寝食を忘れるぐらいである。しかし、その内容はすべて荒唐無稽の馬鹿馬鹿しい大ぼらで、聖人の道にそむく」と厳しく糾弾し、『非国語』を著している。
南宋の朱熹は内容のみならず文体もまた非難の対象にしている。その一方で後漢の賈逵や三国時代呉の韋昭や虞翻などが注釈を著し、北宋の蘇軾が柳宗元の批判に反論している。

## 構成
1. 周語上
2. 周語中
3. 周語下
4. 魯語上
5. 魯語下
6. 斉語
7. 晋語一
8. 晋語二
9. 晋語三
10. 晋語四
11. 晋語五
12. 晋語六
13. 晋語七
14. 晋語八
15. 晋語九
16. 鄭語
17. 楚語上
18. 楚語下
19. 呉語
20. 越語上
21. 越語下

## 主な注解
- 『国語 新釈漢文大系66・67』、大野峻、明治書院（上・下）、1975-77年
- 『国語 中国古典新書』、大野峻、明徳出版社、1969年 - 抜粋版